# American Family Field
Das American Family Field ist ein Baseballstadion mit einem schließbaren Dach im Stadtviertel West Milwaukee der US-amerikanischen Stadt Milwaukee im Bundesstaat Wisconsin. Es ist das Heimspielstätte der Milwaukee Brewers (NL) aus der Major League Baseball (MLB).

## Geschichte
Das American Family Field wurde direkt neben dem Milwaukee County Stadium, der alten Heimat der Brewers, errichtet. Eröffnet wurde die neue Anlage am 6. April 2001 unter dem Namen Miller Park und ersetzte das County Stadium als Spielstätte der Brewers. Das Team war dort von 1970 bis 2000 beheimatet. An der Stelle befindet sich heute, inmitten von Parkplätzen, das Helfaer Field mit einer kleinen Tribüne. Es kann von Privatpersonen oder Firmen gemietet werden.
Die Eröffnungspartie der Brewers im Miller Park gegen die Cincinnati Reds gewannen die Brewers vor 42.024 Zuschauern mit 5:4. Der damalige US-Präsident George W. Bush warf im Rahmen des Spiels den sogenannten First Pitch (deutsch Erster Wurf). Gegenwärtig bietet das Stadion den Besuchern 41.900 Plätze. 2002 wurde hier das MLB All-Star Game ausgetragen.
Seit dem 1. Januar 2021 trägt der Ballpark den Sponsornamen American Family Field, nach der Versicherungsgesellschaft American Family Insurance mit Sitz in Madison. Zuvor war die ortsansässige Brauerei Miller fast zwanzig Jahre Namensgeber der Spielstätte.
Am 11. November 2022 fand die College-Basketball-Double-Header-Veranstaltung Aurora Health Care Brew City Battle im Baseballstadion statt. Es waren die ersten Basketballspiele im American Family Field und nach acht Jahren wieder Basketball in einem rein für Baseball genutzten Stadion. Sie markierten die Eröffnungswoche der College-Saison 2022/23. Die Männer der Milwaukee Panthers trafen auf die Stanford Cardinal. Die Frauenmannschaft der Panthers trat gegen die Kansas State Wildcats an.

## Besonderheiten
Die Dachkonstruktion hat ein Gewicht von 12.000 Tonnen, befindet sich in der Höhe von 175 Fuß (rund 53 Meter) über dem Spielfeld und lässt sich in zehn Minuten öffnen oder schließen.
Die bekannteste Eigenheit des Stadions ist die Rutsche hinter dem Center Field, genannt Bernie’s Dugout. Dort rutscht das Brewers-Maskottchen Bernie Brewer immer nach einem geschlagenen Home Run und gewonnenem Spiel der Heimmannschaft runter.
Während des Baus stürzte ein Großkran in sich zusammen, hierbei wurden drei Arbeiter getötet. Dies sorgte neben anderen technischen Problemen zu einer Bauverzögerung um zwei Jahre gegenüber der geplanten Eröffnung zur Baseballsaison 1999.

## Galerie

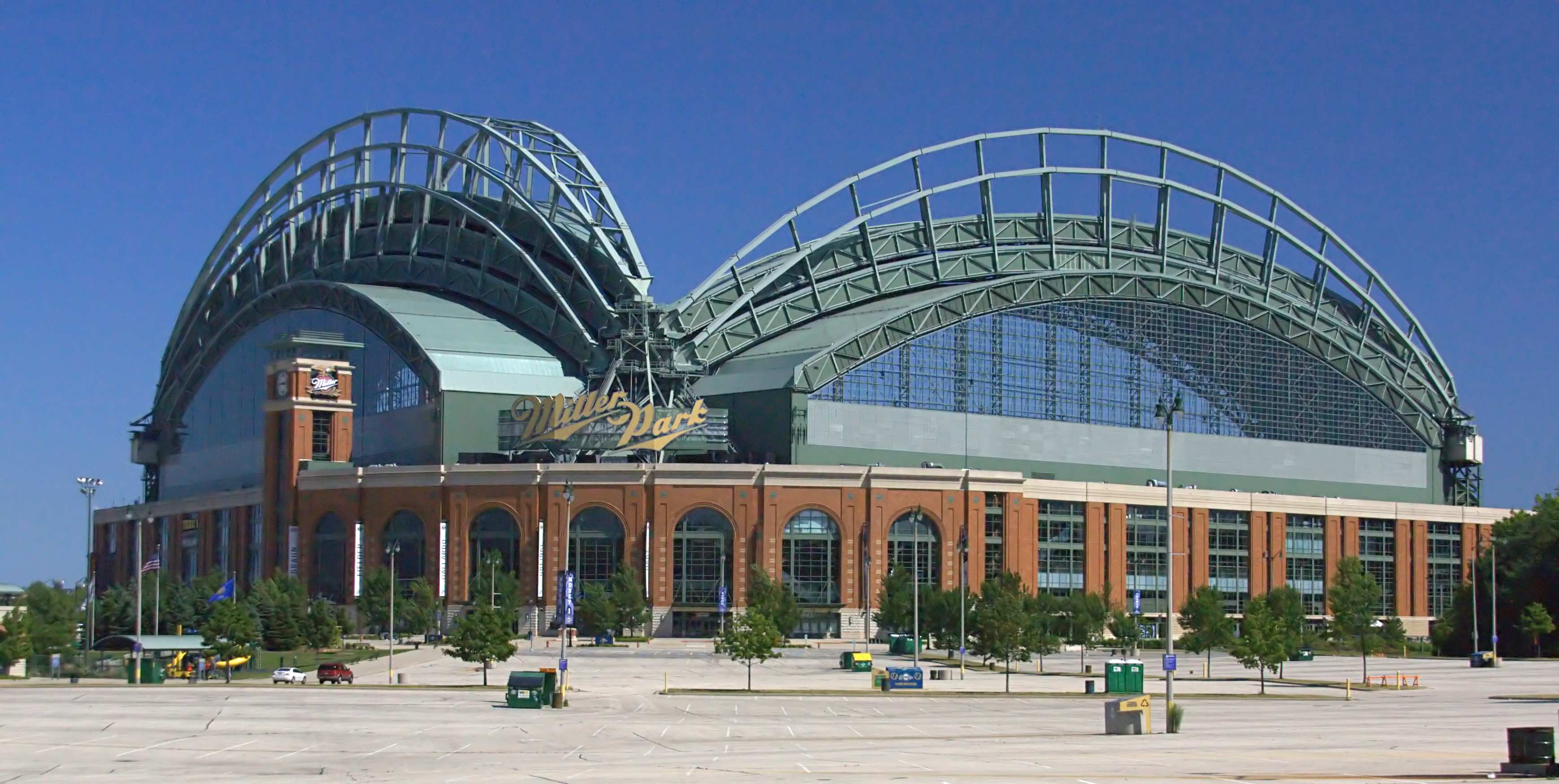
Der Miller Park im Juli 2011
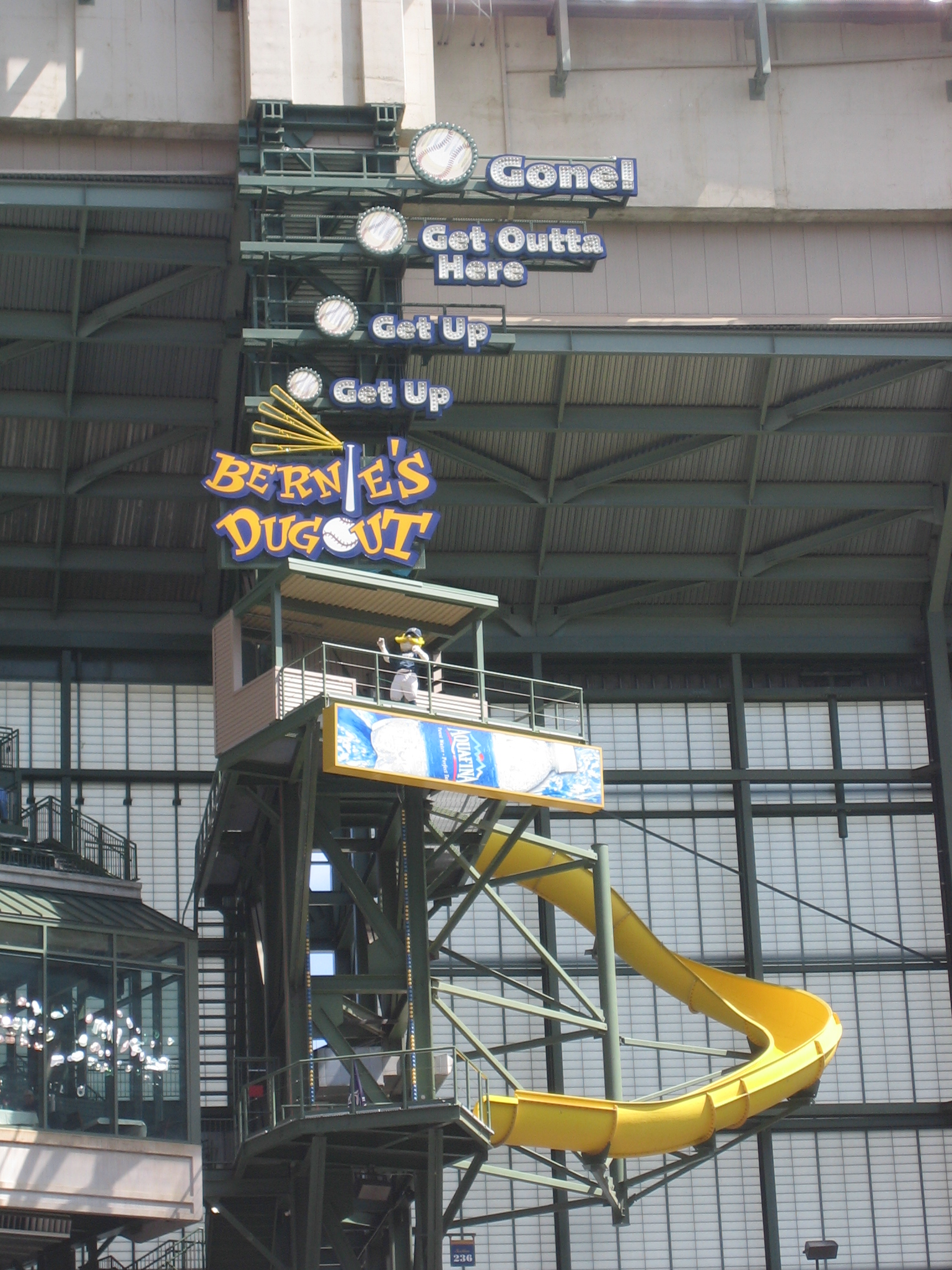
Bernie’s Dugout (2007)
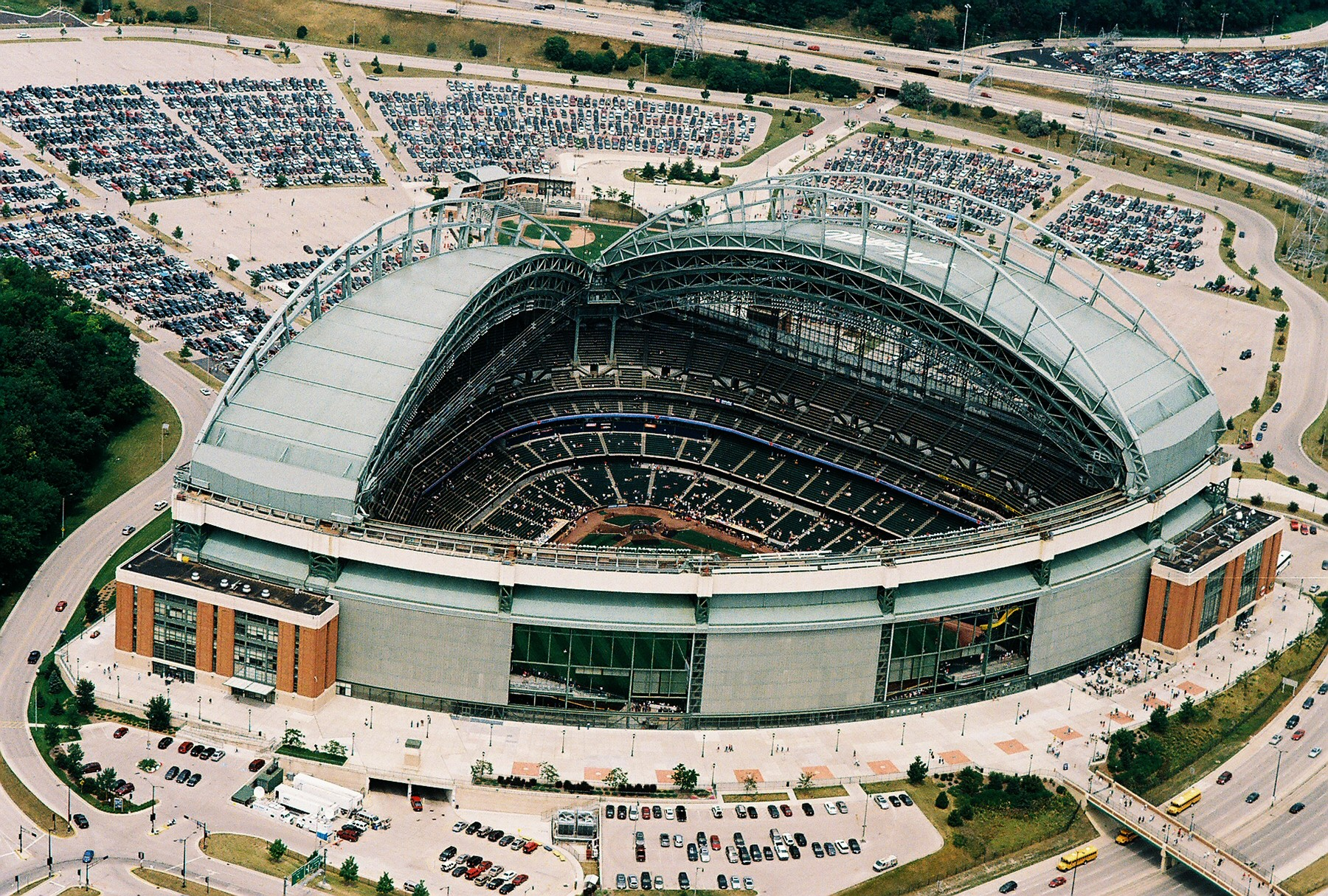
Luftbild (2007)
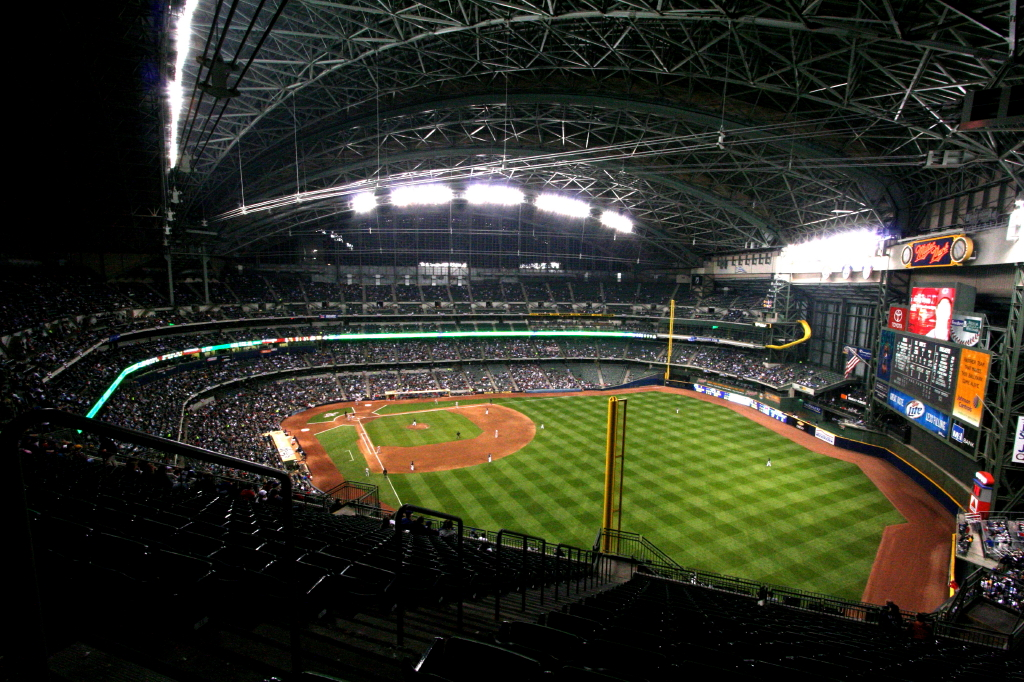
Der Innenraum des Miller Park im April 2009
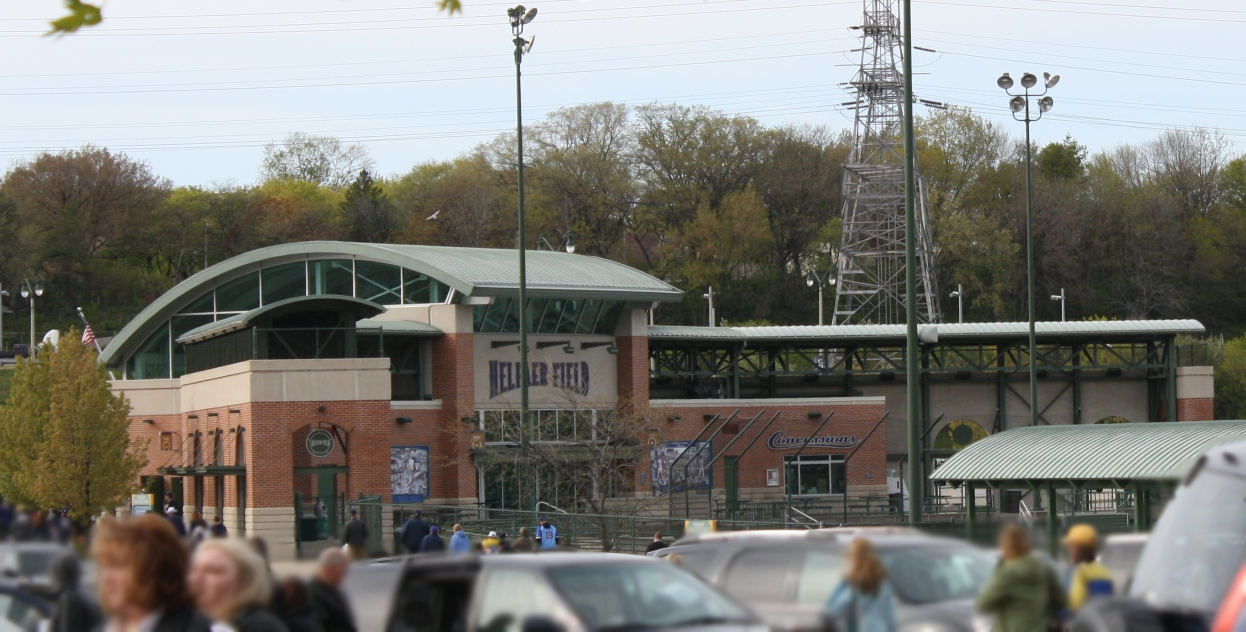
Das Helfaer Field im April 2012